# 符騰堡的歐根·腓特烈
歐根·腓特烈（德語：Eugen Friedrich，1758年11月21日—1822年6月20日），符騰堡公爵腓特烈二世·歐根的第三子，符騰堡國王腓特烈一世的弟弟。

## 家庭
1787年，歐根·腓特烈與斯托貝格-蓋登的路易絲結婚，兩人共有4子1女：
1. 歐根（1788年—1857年）
2. 路易絲（1789年—1851年）
3. 格奧爾格·斐迪南（1790年—1795年），夭折
4. 海因里希（1792年—1797年），夭折
5. 保羅·威廉（英语：Duke Paul Wilhelm of Württemberg）（1797年—1860年）